# Arxiu Comarcal de l'Alt Urgell
L'Arxiu Comarcal de l'Alt Urgell (ACAU) es va inaugurar l'11 de juny de 2010. El setembre de 2006 es va signar el conveni de construcció de l'equipament i el desembre de 2009 es va formalitzar el conveni de cogestió entre el Departament de Cultura i Mitjans de Comunicació de la Generalitat de Catalunya, el Consell Comarcal de l'Alt Urgell i l'Ajuntament de la Seu d'Urgell, en virtut del qual l'arxiu municipal i el seu personal tècnic s'integren en el nou equipament. L'edifici s'ubica en una zona residencial, molt a prop de la confluència entre el riu Valira i el riu Segre, amb vistes al Cadí.

## Edifici
Dissenyat per l'arquitecte Santi Orteu, destaca per les seves línies avantguardistes i elegants. L'equipament es un edifici de 1.276 metres quadrats, amb una una capacitat de 8.813 metres lineals distribuïts en 6 dipòsits de documentació. A més disposa de moll de càrrega, magatzems, àrea de desinfecció, sala de treball, despatxos habilitats per a l'arxiver municipal i de direcció, sala de reunions, sala de consulta, sala polivalent i àrea de suports especials i de gran format.
L'arxiu custodia documentació pública i privada en virtut de la Llei 10/2001, de 13 de juliol, d'arxius i documents, i en el moment de la seva entrada en funcionament ingressaran 700 metres lineals procedents del fons municipal de la Seu d'Urgell així com del fons notarial, de l'Administració de Justícia i de les antigues cambres agràries.

## Quadre de fons
L'organització dels fons custodiats es la següent:
Fons de la Generalitat de Catalunya
- - Servei d'Extensió Agrària d'Organyà, 1956/1983
  - Departament d'Agricultura. Oficina Comarcal de l'Alt Urgell, 1989-1998

Fons de l'Administració local
- - Consell Comarcal de l'Alt Urgell, 1988-2005
  - Ajuntament de la Seu d'Urgell, 1035-2007
  - Ajuntament de Cava, 1860/1999
  - Ajuntament d'Organyà, 1880/1980
  - Ajuntament d'Alàs i Cerc, 1880/2000
  - Ajuntament d'Estamariu, 1930/1978
  - Grup d'Acció Local de l'Alt Urgell (GALAUS), 1994-2001

Fons notarials
- - Districte Notarial de la Seu d'Urgell, 1585/1950

Fons judicials
- - Jutjats municipals, comarcals i de districte de la Seu d'Urgell, 1930/1980
  - Jutjat de Primera i Instrucció de la Seu d'Urgell, 1856-1972
  - Jutjat Municipal de la Seu d'Urgell, 1865/1972
  - Jutjat Municipal d'Arsèguel, 1866/1935
  - Jutjat Municipal de Bellver de Cerdanya, 1863/1933

Fons registrals
- - Oficina Liquidadora de la Seu d'Urgell, 1888/1940

Fons d'institucions
- - Consejo Local del Movimiento de Cava, 1943/1976
  - Consejo Local del Movimiento d'Organyà, 1968/1973

Fons d'associacions i fundacions
- - Germandat de Sant Sebastià de la Seu d'Urgell, 1855/2011

Fons Personals
- - Josep Maria Esclusa Isús, 1950/1994
  - Aloís Feltrin, 1925-1930

Col·leccions
- - Col·lecció de cartells de la Guerra Civil Espanyola d'Esperança Boada Pidemunt, 1936-1939

## Documents destacats

### Testament sacramental del bisbe Sant Ermengol

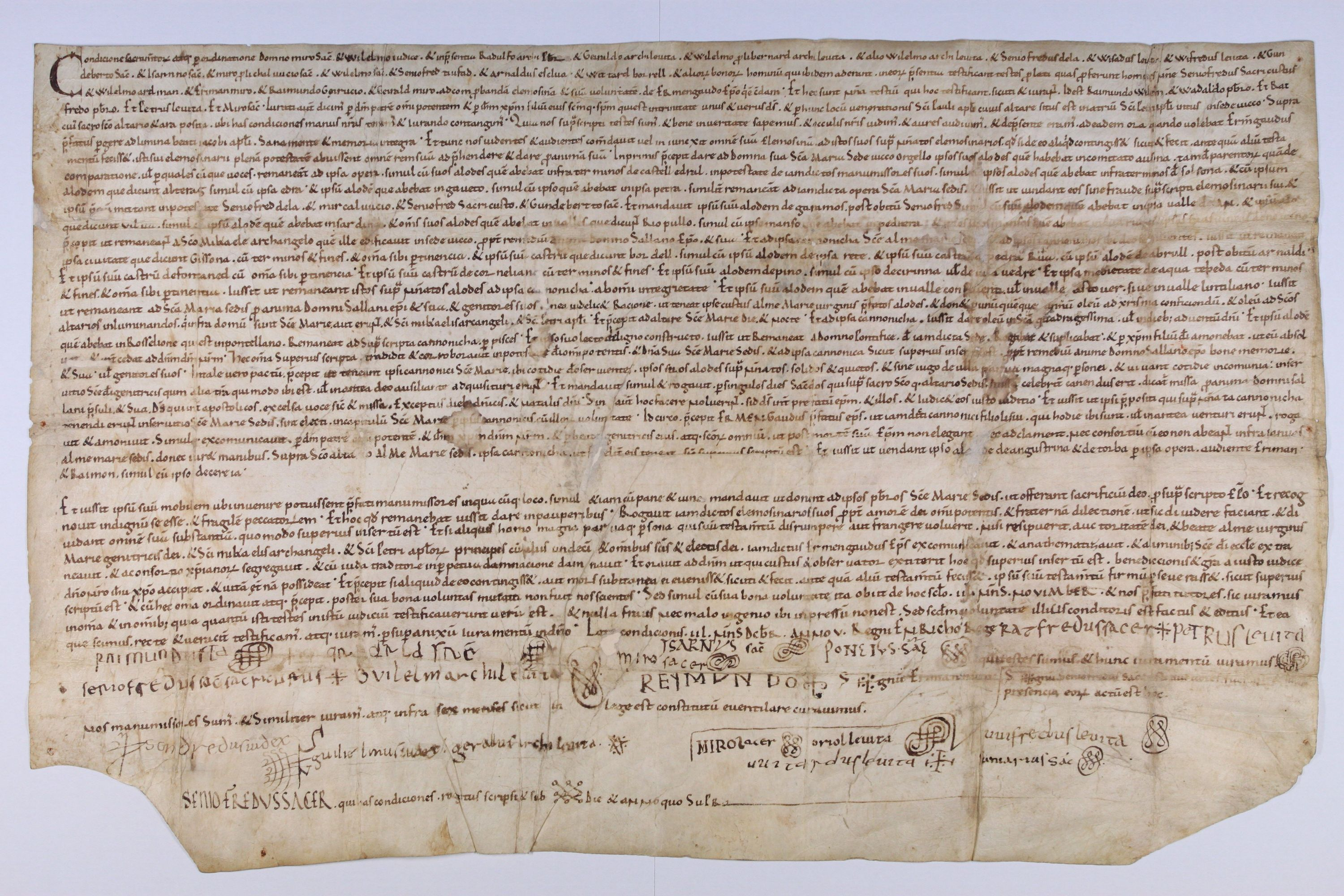
Testament sacramental del bisbe Sant Ermengol

El document més antic de l'Arxiu Comarcal de l'Alt Urgell és el testament sacramental del bisbe Sant Ermengol, a través del qual deixa els seus béns a diverses institucions eclesiàstiques de les quals havia estat promotor. El document recull l'única menció que fa pensar en una peregrinació del bisbe Ermengol a Sant Jaume de Galícia. Aquest pergamí, que a principis del segle xix ja es trobava dipositat a l'Ajuntament de la Seu, va ser transcrit per Cebrià Baraut al número IV de la revista Urgellia.

### Llibre de les Usances, Privilegis i Immunitats de la Ciutat d'Urgell

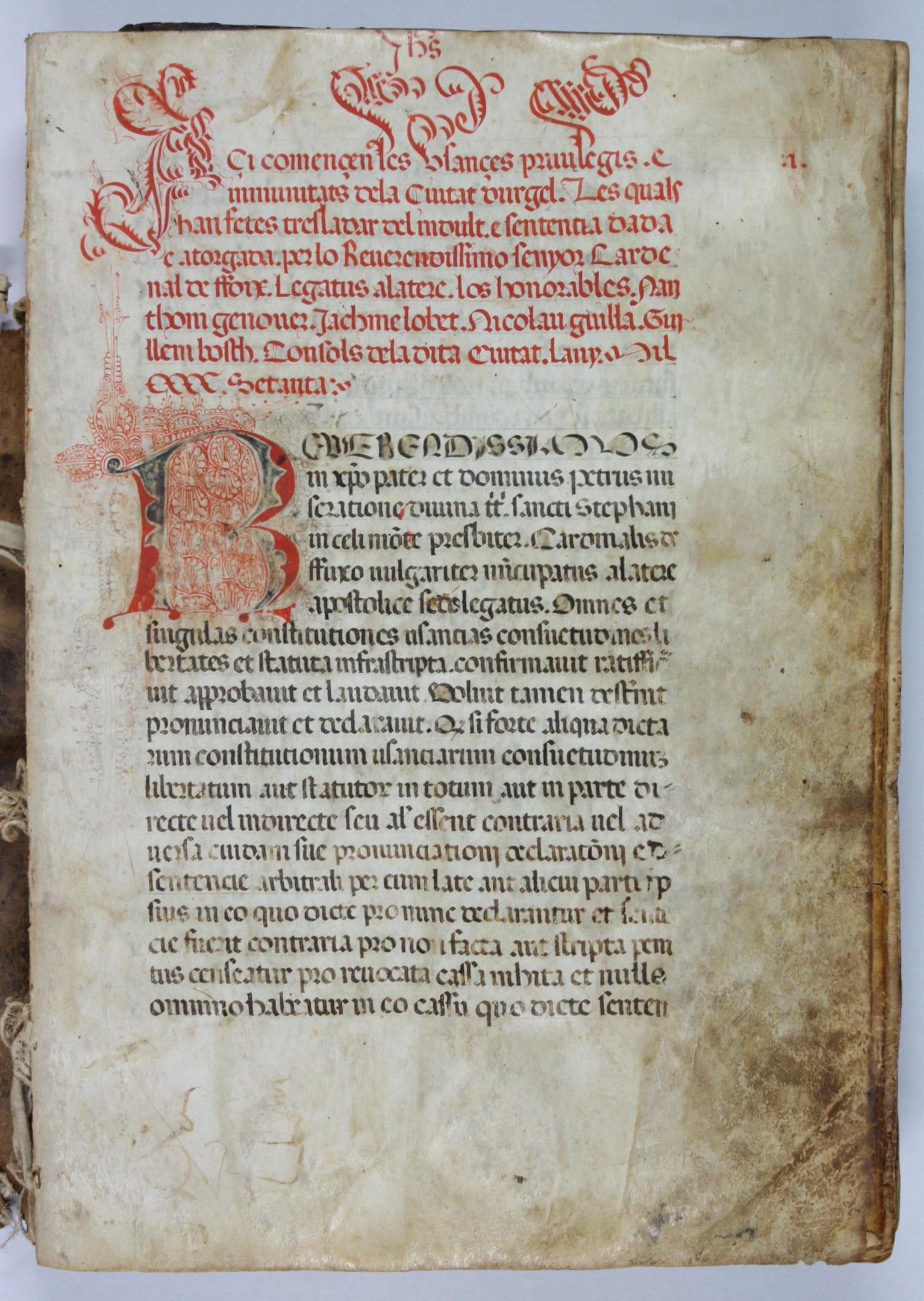
Llibre de les Usances, Privilegis i Immunitats de la Ciutat d'Urgell

L'aparició d'una classe menestral, comercial i burgesa durant la baixa edat mitjana, va propiciar la creació d'una institució de poder municipal a la Seu d'Urgell, el Consolat. Els conflictes constants d'aquesta institució amb el bisbe d'Urgell, senyor jurisdiccional de la ciutat, van requerir la intervenció del cardenal Pere de Foix, que l'any 1430 va proclamar l'anomenada "Sentència Arbitral". Aquest document, que regula el funcionament jurídic i institucional de la ciutat i el delicat equilibri de poders entre ciutadans i senyor, va ser transcrit el 1470 en l'anomenat "Llibre de les Usances, Privilegis i Immunitats de la Ciutat d'Urgell", i va regir la vida municipal fins a l'aplicació del Decret de Nova Planta al segle xviii.

### Projecte de canalització del Segre

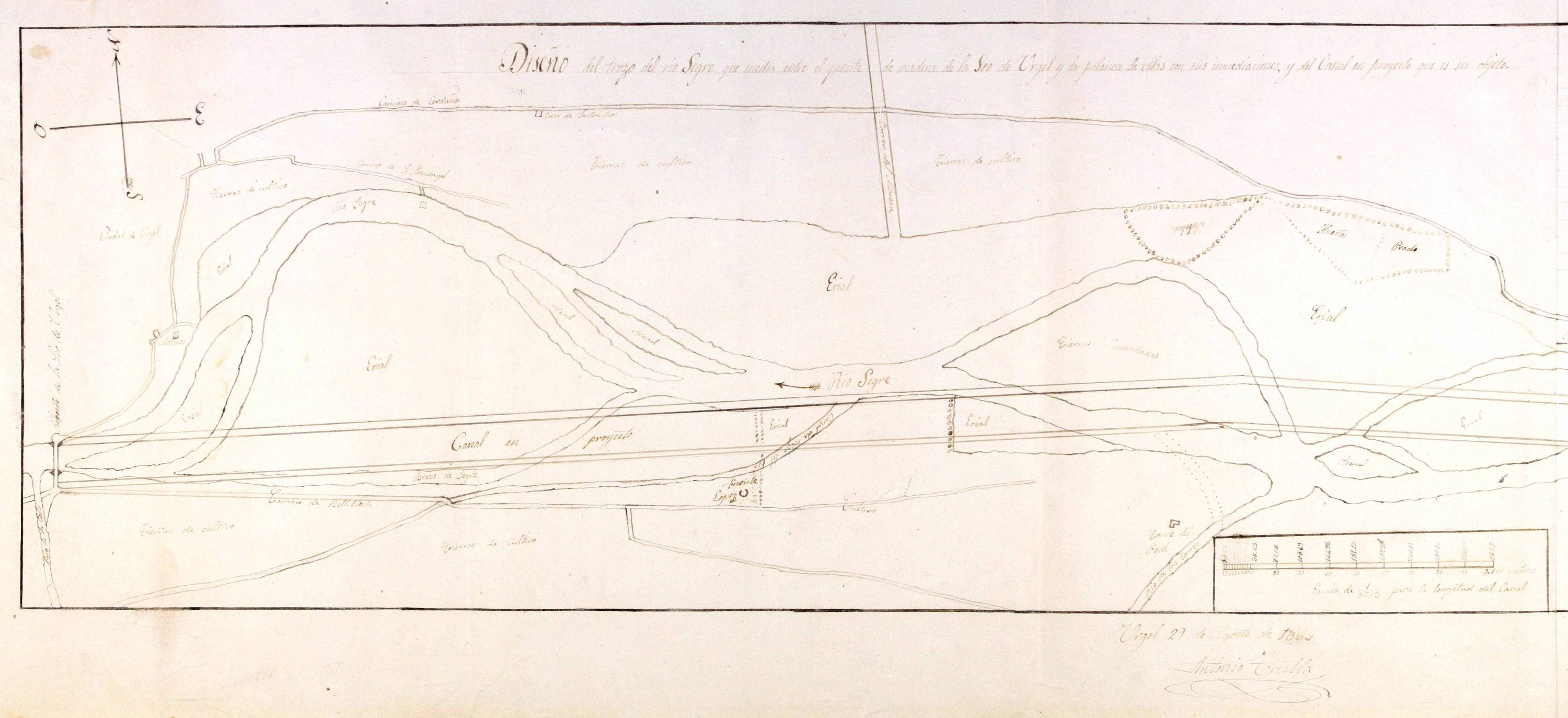
Projecte de canalització del Segre

El riu Segre, que vertebra de nord a sud i d'est a oest l'Alt Urgell, ha estat una de les grans fonts de riquesa de la comarca, però les seves riuades han resultat històricament un greu problema. Les mateixes aigües que servien per a regar conreus, per a moure molins i per a transportar els rais que baixaven la fusta dels boscos pirinencs, destruïen periòdicament els horts, camps, ponts i edificis que trobaven al seu pas. La canalització del Segre, una aspiració històrica de la Seu, es va projectar en diferents ocasions. L'empenta del carismàtic bisbe Caixal va intentar dur-la a terme a mitjans del segle xix, però la canalització no va convertir-se en realitat fins després de les dramàtiques riuades del novembre de 1982.

### Els fotògrafs de principis de segle XX
Els fotògrafs de principis de segle XX ens han llegat el testimoni d'una comarca en plena transformació social i econòmica. Els fons Maravilla i Plandolit, dipositats pels seus diferents titulars, en són els exemples més significatius des d'un punt de vista quantitatiu i qualitatiu.
Aquesta instantània de Castellbò presa durant la dècada de 1920 mostra un territori explotat i conreat intensivament, amb un bosc relegat als indrets més elevats i inaccessibles, en un moment en què l'emigració des dels pobles de la comarca cap a la Seu anava configurant l'estructura demogràfica vigent encara avui.

### La Seu i els Jocs Olímpics
La dècada 1982-1992 va representar el gran canvi en la relació entre la Seu i el Segre. Des de les riuades de novembre de 1982 es va estar treballant amb un objectiu final: la Seu seria subseu olímpica i acolliria les proves de piragüisme dels Jocs Olímpics de Barcelona, el 1992. El riu va ser finalment canalitzat, i el Parc del Segre va convertir-se en un revulsiu que acostaria la Seu al riu, i que esdevindria un gran complex esportiu i una gran àrea verda de l'est de la ciutat. Els butlletins d'informació municipal deixen constància de l'esdeveniment i de les personalitats que va atreure.